# Hemihyalea
Hemihyalea é um gênero de traça pertencente à família Arctiidae.